# Skoppum
Skoppum est une agglomération de la municipalité de Horten, dans le comté de Vestfold, en Norvège.

## Description
La ville est située entre Nykirke et Horten. La gare de Skoppum est un arrêt sur la ligne du Vestfold. À Skoppum, il y a, entre autres, l'église (Skoppum Arbeidskirke) , l'école primaire (Lysheim School), un jardin d'enfants, une épicerie, le groupe scolaire Lysheim Skolekorps et le groupe adulte Sidesporet Blæseensemble, le club sportif Skoppum IL et l'association caritative Skoppum Vel.

## Galerie

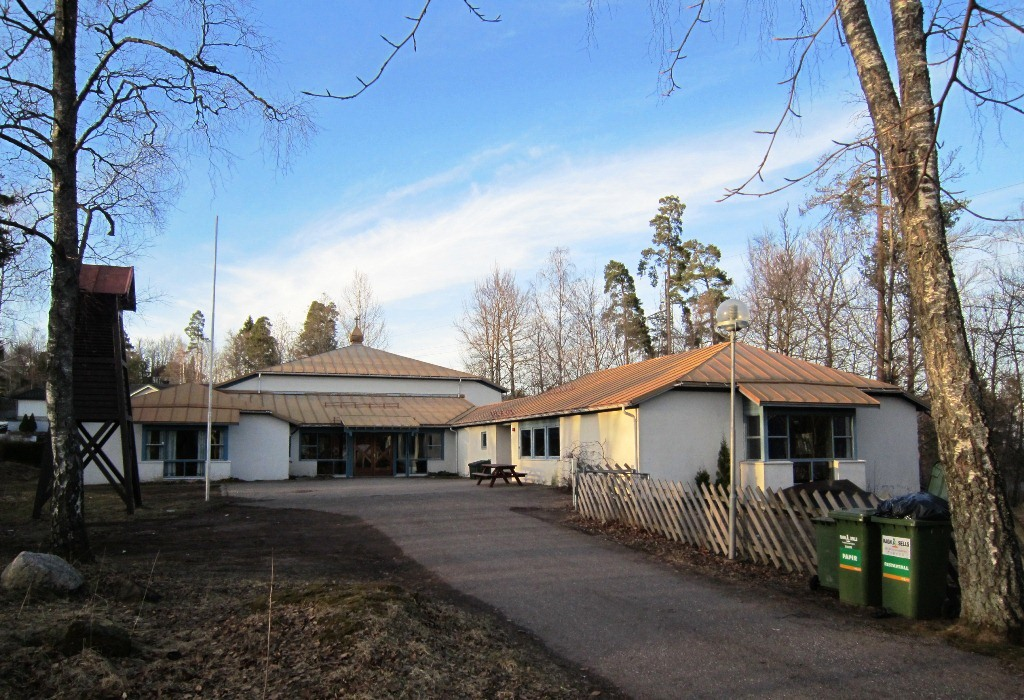
Eglise de Skoppum
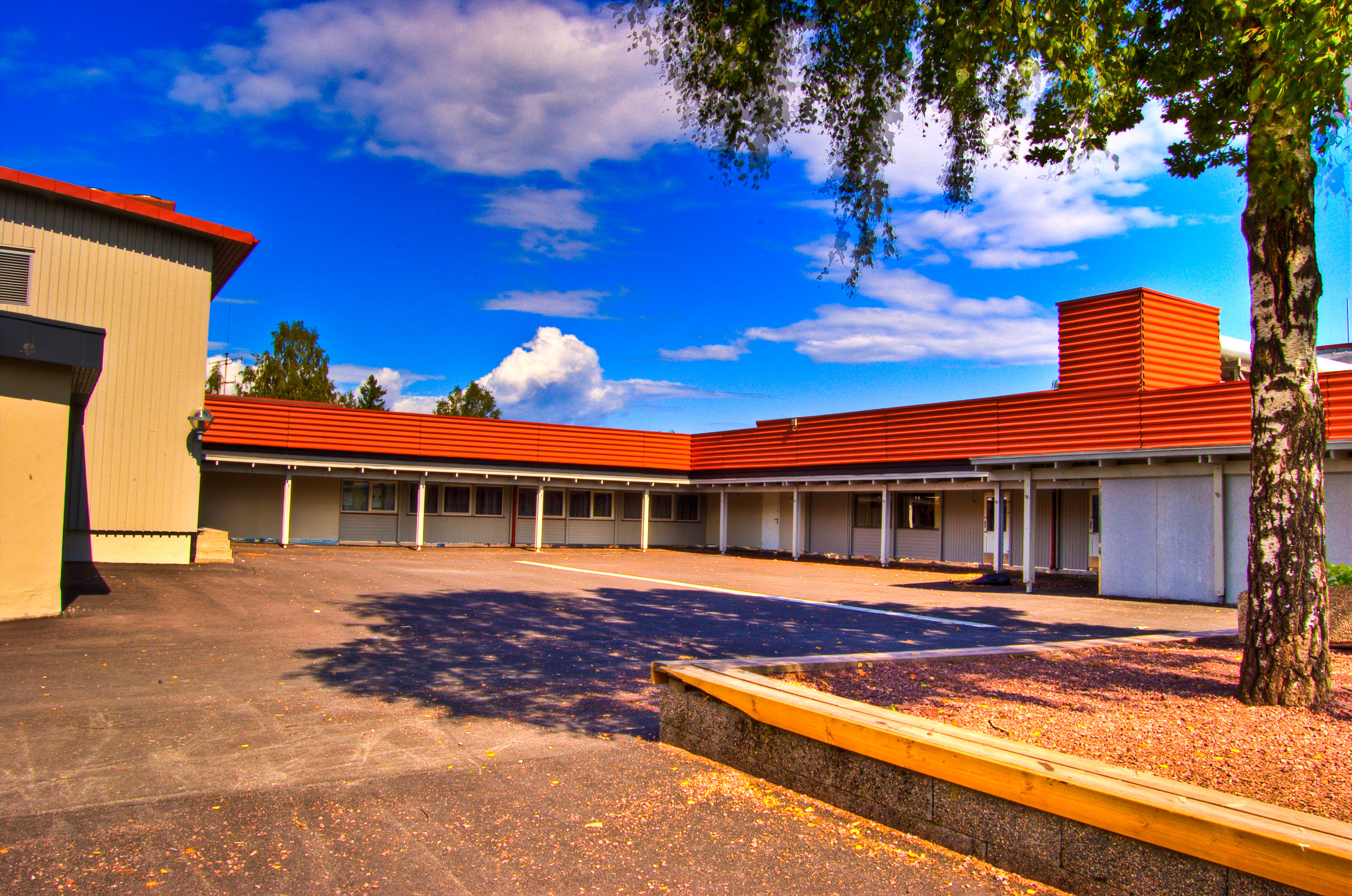
Ecole Lysheim